# Risanquizumabe
Risanquizumabe, comercializado sob a marca Skyrizi, é um medicamento usado para tratar psoríase em placas de moderada a grave.  Outros usos podem incluir psoríase pustulosa generalizada, psoríase eritrodérmica e artrite psoriática . 
Os efeitos colaterais comuns incluem infecção do trato respiratório superior, dor de cabeça, cansaço e dor no local da injeção.   Também aumenta o risco de outras infecções.  Embora não haja evidências de malefícios na gravidez, esse uso não foi bem estudado.  É um anticorpo monoclonal que se liga e bloqueia a interleucina 23A (IL-23A).  
O risanquizumabe foi aprovado para uso médico nos Estados Unidos em 2019.   Seu custo no país era de aproximadamente 17.800 dólares por dose em 2021.  No Reino Unido, este valor custa ao NHS cerca de 3.300 libras esterlinas. 